# Paro (Einheit)
Paro war eine Masseneinheit (Gewichtsmaß) in Brescia.
- 1 Paro = 100 Kilogramm
- 1 Paro = 312 Libbre = 100,0896 Kilogramm[1]
  - 1 Libbra = 320,8 Gramm